# Sergio Chiamparino
Sergio Chiamparino (ur. 1 września 1948 w Moncalieri) – włoski polityk, działacz komunistyczny oraz związkowy, w latach 2001–2011 burmistrz Turynu, od 2014 do 2019 prezydent Piemontu.

## Życiorys
Ukończył nauki polityczne na Uniwersytecie Turyńskim. Zaangażował się w działalność partyjną w ramach Włoskiej Partii Komunistycznej, został etatowym pracownikiem PCI. W 1991 przystąpił do powołanego na bazie PCI nowego ugrupowania – Demokratycznej Partii Lewicy. Po kolejnych przekształceniach należał do Demokratów Lewicy, współtworząc z tym ugrupowaniem w 2007 Partię Demokratyczną.
Pełnił funkcję regionalnego sekretarza Włoskiej Powszechnej Konfederacji Pracy (1989–1991) oraz prowincjalnego sekretarza PDS (1991–1995). W wyborach w 1996 uzyskał mandat poselski do Izby Deputowanych XIII kadencji, który wykonywał do 2001. W latach 2001–2011 przez dwie kadencje sprawował urząd burmistrza Turynu. W funkcjonującym w latach 2008–2009 opozycyjnym gabinecie cieni Waltera Veltorniego był wskazywany jako minister ds. reform.
W 2013 grupa działaczy PD związana z Matteo Renzim forsowała bez powodzenia jego kandydaturę na urząd prezydenta Włoch. W 2014 Sergio Chiamparino wygrał wybory regionalne na urząd prezydenta Piemontu. W 2019 nie uzyskał reelekcji na kolejną kadencję.
Odznaczony Grande Ufficiale Orderu Zasługi Republiki Włoskiej (2007).